# Ruža Pospiš-Baldani
Ruža Pospiš-Baldani (Aussprache: rǔːʒa pɔ̂spiːʃ baldǎni; * 25. Juli 1942 in Varaždinske Toplice, Kroatien) ist eine ehemalige kroatische Opernsängerin (Mezzosopran).

## Leben
Baldani hatte ihr Operndebüt 1961 am Kroatischen Nationaltheater in Zagreb in der Rolle der Konchakovna in Alexander Borodins Fürst Igor. Sie sang in den 1960er Jahren weiter an diesem Theater und am Nationaltheater Belgrad. 1965 trat sie in der Metropolitan Opera in New York City als Maddalena in Giuseppe Verdis Rigoletto auf.
Zwischen 1970 und 1978 war sie an der Bayerischen Staatsoper engagiert. Von 1973 bis 1987 trat sie regelmäßig als Gast an der Wiener Staatsoper auf, wo sie besonders für ihre Rolle als Brangäne in Richard Wagners Tristan und Isolde Anerkennung erhielt. 1976 war sie an der Pariser Oper als Amneris in Verdis Aida zu sehen. Auch die Titelrolle in Georges Bizets Oper Carmen an der Opéra de Monte-Carlo gehörte zu ihren Engagements.
Weitere Gastauftritte absolvierte sie unter anderem an der Oper Köln, dem Edinburgh Festival, der Nationaloper in Griechenland, der Hamburgischen Staatsoper, der Houston Grand Opera, der Ungarischen Staatsoper, La Scala, dem Liceu, der Lyric Opera of Chicago, dem Nationalen Opern- und Ballett-Theater Sofia, den Salzburger Festspielen, der San Francisco Opera, den Savonlinna-Opernfestspielen, dem Teatro dell’Opera di Roma, dem Teatro di San Carlo und dem Theatro Municipal in Rio de Janeiro.